# Мурманська область
Му́рманська о́бласть (рос. Му́рманская о́бласть) — суб'єкт Російської Федерації, розташована на північному заході Росії, утворено 28 травня 1938 року.
- Площа — 144,9 тис. км²
- Населення — 753.5 тис. осіб (2018). Густота населення: 5.20 осіб/км² (2018), питома вага міського населення: 92.3 % (2018)
- Адміністративний центр області — місто Мурманськ
- Входить до складу Північно-Західного федерального округу

## Географія
Область розташована на Кольському півострові переважно за Північним полярним колом. На півдні вона межує з республікою Карелія, на заході з Норвегією і Фінляндією. Омивається Білим і Баренцевим морями.

### Геологія й корисні копалини
На території Мурманської області розташовані Хібінські гори, куди щорічно з'їжджається безліч аматорів альпінізму.
Основні корисні копалини на території області — апатити (Хібінські родовища апатит-нефелінових руд). Практично всі апатити — коштовна сировина для фосфорних добрив — добуваються на території Мурманської області, нефелін використовується для вироблення глинозему — сировини для алюмінієвої промисловості. У другу чергу йдуть залізні (≈10 % російського видобутку) Оленєгорського й Ковдорського родовищ і мідно-нікелеві руди Печенгської і Мончегорської групи родовищ.
Також проводиться видобуток нафти на шельфі Баренцева моря, тут же розвідано одне з найбільших у світі газових — Штокмановське родовище. Розвідане Ловозерське родовище уранових руд. Величезні запаси торфу.
Численні родовища декоративно-будівельних каменів, розробляється Шонгуйське родовище декоративного діориту.

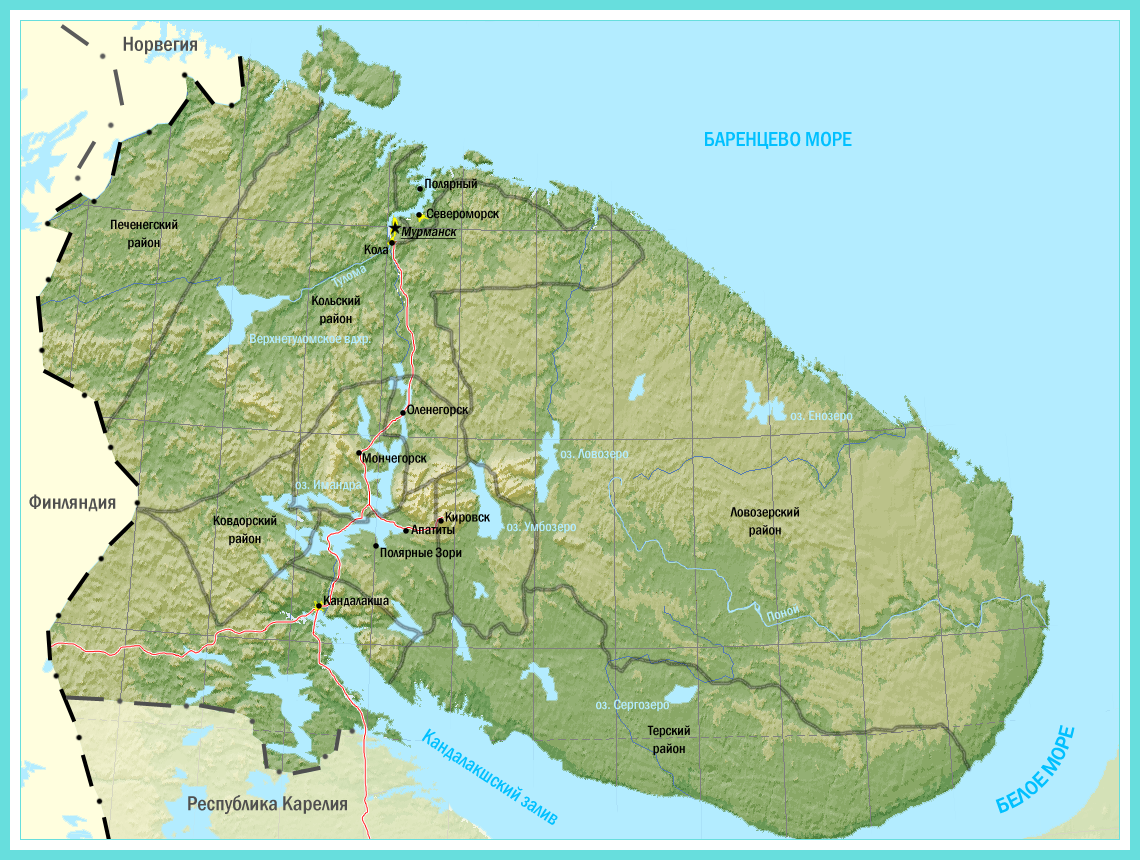
Мапа Мурманської області

### Клімат
Клімат у південній частині помірно морський, у північній — субарктичний, сильно пом'якшений теплою течією Гольфстрим, це дозволяє здійснювати судноплавство цілий рік. Узимку характерна полярна ніч, улітку — полярний день.

### Гідрографія
У давнину Кольський півострів був увесь покритий льодовиком, потім льодовик зійшов, залишаючи на землі глибокі подряпини, тому в Мурманській області безліч річок (Варзуга, Умба, Ніва, Ворон'я, Кола, Тулома, найдовша — річка Поной) і озер (Умбозеро, Ловозеро, найбільше за площею — Імандра). Запаси вод не обмежені прісними внутрішніми водоймами й морями, значні запаси вод і в підземних шарах.
Завдяки рельєфу й високій водозабезпеченості регіон має значний гідроелектропотенціал, що реалізується на 2000 роки до 3 млрд кВтч/рік.

### Ґрунти
У регіоні переважають, але не представляють на практиці цінності, підзолисті глєєві, підзолисті алювіально-гумусові й тундрово-глєєві ґрунти, на півдні області зустрічаються підзолисто-болотні, а на заході площі болотних ґрунтів.

### Тваринний і рослинний світ
Практично вся Мурманська область покрита тундрами й лісотундрами, лише на півдні області — північна тайга. Дерева на півночі області часто карликові (береза й осика), добре росте ялина, зустрічається сосна, тундри вистелені, як килимом, мохами й лишайниками, багато ягід: чорниця, морошка, буяхи, брусниця й журавлина. Значні запаси ділової деревини, їх величина надлишкова для регіону.
Тваринний світ досить бідний, причому водна фауна різноманітніша, ніж наземна. Зустрічаються лиси, куниці, горностаї, можна зустріти песця, вовка й бурого ведмедя, поширені лосі й північні олені, багато вивірок і лемінгів.
Із птахів тут можна зустріти білу куріпку, полярну сову, бувають тетеруки й глушці, у лісах живуть снігурі, синиці, омелюхи. Багато мартинів, крячків і іншого морського птаха.
У Мурманській області промишляють такі види риб, як тріска, морський окунь, палтус, зубатка, камбала, оселедець, у струмках водиться форель.
2018 року на території області створений національний парк Хібіни.

## Демографія
- Населення: 753 557(2018)
  - Міське: 823 215 (92,2 %)
  - Сільське: 69 319 (7,8 %)
  - Чоловіків: 435 135 (48,8 %)
  - Жінок: 457 399 (51,2 %)
- Жінок на 1000 чоловіків: 1051
- Середній вік: 34,4 років
  - Міського населення: 35,0 років
  - Сільського населення: 27,9 років
  - Чоловіків: 31,1 років
  - Жінок: 38,2 років
- Число приватних домогосподарств: 349 135 (з 856 448 осіб)
  - У місті: 324 840 (з 796 490 осіб)
  - У сільській місцевості: 24 295 (з 59 958 осіб)

По оцінках на 2006 рік населення регіону становить 864 607 осіб, з них 74 284 — сільське й 790 323 — міське.
- Етнічний склад населення:

|          | перепис 1926    | перепис 1939     | перепис 1959     | перепис 1970     | перепис 1979     | перепис 1989     | перепис 2002     | перепис 2010     |
| -------- | --------------- | ---------------- | ---------------- | ---------------- | ---------------- | ---------------- | ---------------- | ---------------- |
| Росіяни  | 16 719 (73,1 %) | 244 693 (84,0 %) | 484 199 (85,3 %) | 676 319 (84,6 %) | 819 492 (83,8 %) | 965 727 (82,9 %) | 760 862 (85,2 %) | 642310 (80.75 %) |
| Українці | 212 (0,9 %)     | 16 730 (5,7 %)   | 32 384 (5,7 %)   | 56 279 (7,0 %)   | 81 177 (8,3 %)   | 105 079(9,0 %)   | 56 845 (6,4 %)   | 34268 (4,31 %)   |
| Білоруси | 121 (0,5 %)     | 4039 (1,4 %)     | 19 996 (3,5 %)   | 29 449 (3,7 %)   | 34 330 (3,5 %)   | 38 794 (3,3 %)   | 20 335 (2,3 %)   | 12050 (1,51 %)   |
| Татари   | 311 (1,4 %)     | 4446 (1,5 %)     | 5566 (1,0 %)     | 7521 (0,9 %)     | 9530 (1,0 %)     | 11 459 (1,0 %)   | 7944 (0,9 %)     | 5624 (0,71 %)    |
| Саами    | 1708 (7,5 %)    | 1755 (0,6 %)     | 1687 (0,3 %)     | 1715 (0,2 %)     | 1565 (0,2 %)     | 1615 (0,1 %)     | 1769 (0,2 %)     | 1599 (0,2 %)     |
| Фіни     | 1697 (7,4 %)    | 4317 (1,5 %)     | 1197 (0,2 %)     | 751 (0,1 %)      | 710 (0,1 %)      | 590 (0,05 %)     | 426 (0,05 %)     | 273 (0,03 %)     |
| Карели   | 414 (1,8 %)     | 3804 (1,3 %)     | 3766 (0,7 %)     | 3577 (0,4 %)     | 3482 (0,4 %)     | 3505 (0,3 %)     | 2203 (0,2 %)     | 1376 (0,17 %)    |
| Інші     | 1676 (7,3 %)    | 11 394 (3,9 %)   | 18 877 (3,3 %)   | 23 916 (3,0 %)   | 27 546 (2,8 %)   | 37 817 (3,2 %)   | 42 150 (4,7 %)   | 97909 (12,32)    |

## Адміністративний поділ

### Міські округи
- Апатити
- Відяєво
- Заозерськ
- Кіровськ
- Кандалакша
- Мончегорськ
- Мурманськ
- Оленєгорськ
- Островний
- Полярні Зорі
- Полярний
- Сєвєроморськ
- Скалістий
- Снєжногорськ

### Муниципальні райони
- Ковдорський район
- Кольський район
- Ловозерський район
- Печензький район
- Терський район

## Економіка
Добре розвинені рибна, гірничодобувна, хімічна промисловість і кольорова металургія.

### Промисловість
Найбільші підприємства області:
- «Апатит» (Кіровськ) — виробництво апатитового концентрату
- «Кандалакшський алюмінієвий завод» (Кандалакша) — виробництво первинного алюмінію
- «Кольська гірничо-металургійна компанія» (Мончегорськ, Заполярний) — виробництво нікелю, рафінованої міді, сірчаної кислоти
- Оленєгорський ГЗК — виробництво залізорудної сировини
- «Мурманський траловий флот» (Мурманськ) — рибний промисел
- Печенганікель — гірничо-металургійний комбінат.

### Енергетика
Електроенергією область забезпечують Кольська АЕС надлишкової потужності 1760 МВТ, Апатитська ТЕЦ (м. Апатити, 323 МВТ, 735 Гкал/година), Мурманська ТЕЦ (12 МВТ, 1 111 Гкал/годин) і ГЕС загальної потужності 1550 МВТ на річках Тулома (Нижнетуломська ГЕС і Верхнетуломська ГЕС), Ніва (ГЕС-І, II й ІІІ), Паз (Пазські ГЕС), Ковда (Княжегубська ГЕС, Іовська ГЕС), Ворон'я (Серебрянські ГЕС), Теріберка (Теріберські ГЕС). У Мурманській області є унікальна електростанція: Кислогубська припливна електростанція, що робить електрику з енергії припливів і відпливів (єдина припливна електростанція в Росії).

### Кольська надглибока шпара
Ще один унікальний об'єкт на території Мурманської області — Кольська надглибока шпара, її глибина перевищує 12 км.

### Туризм
Останнім часом набирає силу екологічний туризм, в основному це іноземні туристи, що бажають пожити в місцях, де не ступає нога людини (наприклад, турбаза поруч із Йоканьгою).

### Транспорт

#### Автошляхи
По території області проходять федеральна дорога М-18 "Кола" від Санкт-Петербурга через Петрозаводськ, Мурманськ до межі Норвегії від км 1068.
Усього по Мурманській області автошляхів загального користування налічується 2566 км, з них із твердим покриттям 2472 км (або 96,3 %) (у цілому по Росії 91,3 %), у тому числі: II категорії (106 км), ІІІ категорії (628 км).
По забезпеченості автошляхами загального користування із твердим покриттям Мурманська область має показник 17,1 км на 1 тис. км².
З 145 сільських населених пунктів 106, або 73,1 %, мають зв'язок по шляхах із твердим покриттям з мережею автошляхів загального користування (по Росії в цілому — 66,1 %).
За період реалізації програми «Шляхи Росії» (2000—2004 рр.) у Мурманській області побудоване й реконструйовано 50,1 км федеральних і територіальних автошляхів і 453,7 погонних метрів мостових споруджень.
До 2005 року зв'язок між правим і лівим берегами Кольської затоки здійснювалася по мостах через річки Кола й Тулома.
Пущений у жовтні 2005 року мостовий перехід через Кольську затоку є вузловою ланкою, що забезпечують автотранспортний зв'язок районів Мурманської області й вихід до кордонів Скандинавських країн (Норвегія, Фінляндія) і значної частини області з Мурманськом.
Будівництво цього мостового переходу велося з 1992 року при участі на паях федерального бюджету. Довжина моста — 2500 метрів, кількість смуг руху — 4, проектно-кошторисна вартість об'єкта в цінах 2005 року — 2856,873 млн рублів.

#### Залізниці
Основний шлях — переважно одноколійна електрифікована Бєломорськ — Мурманськ з тепловозними гілками на Алакуртті, Ковдор, Ревда, Мончегорськ, Ваєнга, Нікель і Ліїнахамарі